# 春日宏美
春日 宏美（かすが ひろみ、1948年3月1日 - ）は、日本の女優、歌手。本名・川本好美。元松竹歌劇団の大幹部。

## 人物
出生地は兵庫県神戸市。岡山県津山市育ち。岡山県美作高等学校卒業。1961年（昭和36年）、松竹歌劇団に入団。戦後の14期生。男役として活躍。1978年（昭和53年）に読売新聞社のSKD年間最優秀賞受賞。1979年（昭和54年）芸術選奨新人賞受賞。昭和50年代前半には大幹部に昇進。トップスターとして活躍するかたわら、渋谷ジァンジァンで、イヨネスコやノエル・カワードの舞台などにも出演。1981年（昭和56年）に大幹部筆頭の千草かほると、それに次ぐ沖千里が同時に退団し、大幹部筆頭になる。前年には川路龍子の舞台引退の1965年（昭和40年）より、大幹部筆頭であった小月冴子が退団していた。1982年（昭和57年）に退団。退団後は舞台を中心に幅広く活動。テレビドラマ等数多く出演した。

## 退団後の出演舞台
- 1983年「スウィート・チャリティ」梅田コマ劇場
- 1983年「積木くずし」梅田コマ劇場
- 1984年「嫁しゅうとめ」芸術座
- 1985年「頭痛肩こり樋口一葉」井上ひさし作、こまつ座公演
- 1986年「國語元年」こまつ座公演
- 1986年「サウンド・オブ・ミュージック」日生劇場
- 1986年「花よりタンゴ」こまつ座公演
- 1988年「スブやん」野坂昭如『エロ事師たち』、いずみたく作曲
- 1990年「おお！活動狂時代」サンシャイン劇場
- 1990年「シャーロック・ホームズの冒険」（作・演出＝福田善之）FM東京ホール
- 1991年「カフェーの夜」浅草ときわホール
- 1993年「わが歌ブギウギ」 - ユリー五十鈴 （アーサー美鈴がモデル） 三越劇場
- 1995-96年 ミュージカル「シンデレラ」新宿コマ劇場
- 1998年「ねぶたの女」宮川一郎作 帝国劇場
- 1999年「あばれ女将」帝国劇場

## 映画
- 1978年「男はつらいよ 寅次郎わが道をゆく」 - 古城ゆかり

## テレビドラマ
- 「愛と殺意の十字路」 YTV 1983
- 「愛と憎しみの断崖」 YTV 1984
- 「遠山の金さん」 - 霧太郎  ANB 1984
- 「孔雀」YTV 1986（津村節子）
- 「絆」 - 北川待子（中島丈博） NHK 1987
- 「姑入門」YTV 1988
- 「懲りない女たち(1) 」NTV 1988
- 「（秘）女保険調査員II」 TBS 1989
- 「女調査員・おでん屋“ぽんた”探偵局(2)」 ANB 1998
- 「空への手紙」 TBS 1999
- 「バツイチ駆け込み尼寺探偵局(1)」 ABC 1999